# 4829 Sergestus
4829 Sergestus је Јупитеров тројански астероид чија средња удаљеност од Сунца износи 5,120 астрономских јединица (АЈ).
Апсолутна магнитуда астероида је 10,7.